# Keeseekoowenin
Keeseekoowenin (c. 1818 – 10 de abril de 1906) foi um líder das Primeiras Nações durante o período em que o Canadá estava se expandindo para as províncias de pradaria de Manitoba, Saskatchewan e Alberta.

## Origens
Keeseekoowenin (Giizhigowinin, "Homem-céu") nasceu por volta de 1818 na área de Bow River, onde hoje é a província de Alberta. Seu pai era o chefe Okanase (Okanens ), que significa "Pequeno Osso", também conhecido como Michael Cardinal, do ramo Saulteaux do povo Ojibwe. O bando de seu pai eram comerciantes de peles que se deslocaram para o oeste de Quebec para as Montanhas Rochosas ao longo de várias gerações. Sua mãe era de ascendência mista de Orkney e nativo americano. Vários dos filhos do chefe Okanase tornaram-se líderes proeminentes nas pradarias. Algumas tradições dizem que a irmã do chefe Okanase era esposa do comerciante da Hudson's Bay Company (HBC), George Flett. O filho deles, George Flett, mais tarde se tornou um missionário presbiteriano ligado ao bando de Keeseekoowenin. Certamente Keeseekoowenin e a mãe de Flett eram parentes.

## Viagens de família
Em 1822, o bando e a família de Keeseekoowenin mudaram-se para a área de Riding Mountain, na moderna Manitoba.  Liderado pelo chefe Okanase, o bando caçou, prendeu e negociou com os postos de Fort Ellice e Riding Mountain House HBC. O chefe Okanase morreu por volta de 1870 e foi sucedido por seu filho Mekis ("Águia"), meio-irmão de Keeseekoowenin. Seu bando assinou o Tratado Dois com o governo federal canadense em 1871, obtendo terras ao redor dos rios Turtle e Valley perto do Lago Dauphin.  Eles mudaram sua reserva para um local perto de Elphinstone, Manitoba em 1875. A nova reserva ficava ao redor do posto comercial Riding Mountain House. 

## Chefe
Quando partes do tratado foram renegociadas em 1875, Keeseekoowenin e seu irmão Baptiste Bone foram reconhecidos pelo governo como chefes do bando, já que Mekis havia morrido recentemente. A banda caçou e pescou nas terras federais ao redor de Clear Lake e, em 1896, a Clear Lake Reserve foi formalmente estabelecida, com Baptiste Bone como chefe. Keeseekoowenin permaneceu como chefe da reserva original, embora o governo o considerasse chefe de ambas. Funcionários do governo e da igreja elogiaram o grupo de Keeseekoowenin como modelo de fazendeiros cristãos, enquanto menosprezavam os caçadores e pescadores mais "primitivos" de Clear Lake. Em 1935, o grupo Clear Lake foi despejado, em parte para dar lugar aos turistas, mas também para encorajar o grupo a assimilar-se pela agricultura.
O bando de Keeseekoowenin aceitou a missão presbiteriana de seu primo George Flett, e Keeseekoowenin foi batizado como Moses Burns. No entanto, ele ainda manteve algumas crenças e costumes tradicionais.  Embora desejasse que seu povo se beneficiasse da educação e do cristianismo, ele também queria preservar o melhor de seus valores e práticas tradicionais. Keeseekoowenin tinha uma presença física imponente e era altamente habilidoso como caçador, caçador de búfalos e fazendeiro. Ele morreu em 10 de abril de 1906 na Reserva Keeseekoowenin e foi enterrado lá. Ele foi sucedido como chefe por seu meio-irmão George Bone. Ele deixou três filhos e sete filhas. Sua filha Harriet Burns casou-se com Glenlyon Campbell, que se tornou legislador em Winnipeg e Ottawa. Seu filho Solomon Burns tornou-se um líder presbiteriano altamente respeitado. 